# カリム・ベララビ
カリム・ベララビ（Karim Bellarabi, 1990年4月8日 - ）は、西ベルリン（現ドイツ・ベルリン）出身の元サッカー選手。元ドイツ代表。現役時代のポジションはミッドフィールダー。

## クラブ経歴
西ベルリンにてドイツ人の母親とモロッコ人の父親の間に生まれたベララビは、ブレーメンのユースを経てFCオーバーノイラントのユースに加入。
その後19歳以下のアイントラハト・ブラウンシュヴァイクに加入。2008-09シーズンからトップチームのメンバーに昇格すると2010-11シーズンからはスタメンとして抜擢され、3部リーグで活躍する俊足の若手ウインガーとして注目された。
2011年にはバイエル・レバークーゼンにフリーで移籍するも、2012-13シーズンは怪我のため多くの試合を欠場することになり、翌シーズンは1部リーグに昇格を決めた古巣であるブラウンシュヴァイクに1年間の期限付き移籍した。
2014年8月23日、期限付き移籍を終えてレバークーゼンに戻ったベララビは、2014-15シーズンの開幕戦であるボルシア・ドルトムントとの試合でキックオフからわずか9秒でゴールを決め、ブンデスリーガ史上最速のゴールを記録した。なお、この得点はエウベルが1998年1月に樹立した記録（11秒）以来の更新だった。
2017年2月17日、ブンデスリーガ開幕以来50,000ゴール目となる得点をあげた。
2023年5月16日、ベララビは12年間在籍したレバークーゼンを退団することを発表。クラブへの感謝を述べるとともに、レバークーゼンとの対戦を避けるために今後はドイツ以外のクラブでプレーしたいことも明かした。

## 代表経歴
各世代別のドイツ代表でプレーした。
2014年10月11日、UEFA EURO 2016予選のポーランド戦でドイツA代表デビュー。2015年6月13日、ジブラルタル戦で代表初得点を記録した。
UEFA EURO 2016のドイツ代表メンバー候補であったが、落選した。

## 人物
- モロッコの父親を持つこともあり、ベララビ自身もイスラム教徒である[2]。